# مقاييس الدخل القومي والناتج
تُستخدم مجموعة متنوعة من مقاييس الدخل القومي والناتج (بالإنجليزية: Measures of national income and output)‏ في الاقتصاد لتقدير إجمالي النشاط الاقتصادي في بلد أو منطقة ما، بما في ذلك الناتج المحلي الإجمالي، والناتج القومي الإجمالي، وصافي الدخل القومي، وصافي الدخل القومي المعدَّل (صافي الدخل القومي المعدل لاستنزاف الموارد الطبيعية، الذي يطلق عليه أيضًا صافي الدخل القومي بتكلفة عوامل الإنتاج). تتعلق جميعها بصفة خاصة بإحصاء إجمالي كمية السلع والخدمات المنتجة ضمن الاقتصاد وبواسطة مختلف القطاعات. تُعرّف الحدود عادةً بالجغرافيا أو بالجنسية، وتُعرّف أيضًا بأنها الدخل الإجمالي للدولة، وهي أيضًا تقيد السلع والخدمات التي تُحصى. على سبيل المثال، لا تحسب بعض المقاييس سوى السلع والخدمات التي تُستبدل مقابل المال، باستثناء السلع الخاضعة للمقايضة، في حين قد تحاول مقاييس أخرى تضمين السلع الخاضعة للمقايضة من خلال إسناد القيم النقدية إليها. 

## حسابات قومية
يستلزم التوصل إلى رقم لإجمالي إنتاج السلع والخدمات في منطقة كبيرة مثل أي دولة قدرًا كبيرًا من جمع البيانات والحسابات. على الرغم من بعض المحاولات التي بُذلت لتقدير الدخول القومية منذ القرن السابع عشر، فإن الاحتفاظ المنهجي للحسابات القومية، التي تشكل هذه الأرقام جزءًا منها، لم يبدأ إلا في ثلاثينيات القرن العشرين، في الولايات المتحدة وبعض البلدان الأوروبية. كان الدافع وراء هذا الجهد الإحصائي الكبير أزمة الكساد الكبير وصعود الاقتصاد الكينزي، الذي فرض دورًا أعظم على الحكومة في إدارة الاقتصاد، وجعل من الضروري أن تحصل الحكومات على معلومات دقيقة حتى يتسنى لتدخلاتها في الاقتصاد أن تمضي قدمًا على نحو مستنير قدر الإمكان.

## قيمة سوقية
من أجل حساب سلعة أو خدمة ما، من الضروري تعيين قيمة لها. تتمثل القيمة التي تعينها مقاييس الدخل القومي والناتج لأي سلعة أو خدمة في قيمتها السوقية، أي السعر الذي يُجلب عند الشراء أو البيع. لا تُقاس الفائدة الفعلية لمنتج ما (قيمة استخدامه)، على افتراض أن قيمة الاستخدام تختلف عن قيمته السوقية.
استُخدمت ثلاث استراتيجيات للحصول على القيم السوقية لجميع السلع والخدمات المنتجة: طريقة المنتج (أو الناتج)، وطريقة الإنفاق، وطريقة الدخل. تنظر طريقة المنتج إلى الاقتصاد على أساس كل صناعة على حدة. يساوي الناتج الإجمالي للاقتصاد مجموع نواتج كل صناعة. مع ذلك، وباعتبار أن ناتج إحدى الصناعات قد يُستخدم من قبل صناعة أخرى ويصبح جزءًا من ناتج الصناعة الثانية، فإننا لا نستخدم ناتج القيمة من كل صناعة لتجنب حساب الصنع مرتين، بل نستخدم القيمة المضافة، أي الفارق بين قيمة ما تضعه وما تأخذه. تساوي القيمة الإجمالية التي ينتجها الاقتصاد مجموع القيم المضافة من كل صناعة.
تستند طريقة الإنفاق إلى فكرة أن كل المنتجات يشتريها شخص ما أو منظمة ما. لذلك، نجمع إجمالي الأموال التي ينفقها الأشخاص والمنظمات في شراء الأشياء. يجب أن يساوي هذا المبلغ قيمة كل ما أُنتج. تُحسب النفقات عادةً من قبل الأفراد من القطاع الخاص، ونفقات الشركات، وتلك التي تنفقها الحكومة على حدة، ثم تُجمع لإعطاء مجموع النفقات. يجب أيضًا إدخال فترة تصحيح لمراعاة الواردات والصادرات خارج الحدود.
تعمل طريقة الدخل من خلال تجميع دخول جميع المنتجين داخل الحدود. باعتبار أن ما يُدفع لهم هو مجرد القيمة السوقية لمنتجاتهم، فإن دخلهم الإجمالي يجب أن يكون القيمة الإجمالية للمنتج. إن الأجور ودخول المالكين وأرباح الشركات هي التقسيمات الفرعية الرئيسية للدخل.